# Vienna (Wirginia)
Vienna – miasto w Stanach Zjednoczonych, w stanie Wirginia, w hrabstwie Fairfax.
Miejsce bitwy w 1861, podczas Wojny secesyjnej. 
W 2001, w miejscowości aresztowany został Robert Hanssen, szpieg.